# Synplasta karelica
Synplasta karelica är en tvåvingeart som beskrevs av Zaitzev 1993. Synplasta karelica ingår i släktet Synplasta och familjen svampmyggor. Arten är reproducerande i Sverige. Inga underarter finns listade i Catalogue of Life.